# Moisés Avelino
Moisés Nogueira Avelino (* 20. Mai 1940 in Santa Filomena, Piauí) ist ein brasilianischer Arzt, Geschäftsmann und Politiker. Er war der zweite Gouverneur des Staates Tocantins.

## Leben
Avelino wurde als Sohn von Antônio Luiz Avelino und Zulmira Nogueira Avelino im Bundesstaat Piauí geboren. Seine Familie hatte eine lange politische Tradition in der Stadt Santa Filomena, laut dem regionalen Wahlgericht von Piauí wurde sein Vater 1950, 1962 und 1976 zum Bürgermeister der Gemeinde gewählt.
In einem öffentlichen Wettbewerb zugelassen, wurde Moisés Avelino 1969 zum Kriminalsachverständigen in Goiás und promovierte 1973 in Medizin an der Universidade Federal de Goiás (UFG). Er arbeitete in Krankenhäusern und Notaufnahmen in Goiânia, bis er sich in Paraíso do Tocantins niederließ, wo er geschäftlich im Krankenhauswesen, in Landwirtschaft und Viehzucht tätig wurde.
1981 trat er dem Partido do Movimento Democrático Brasileiro (PMDB) bei und begann seine politische Karriere, als er 1982 zum ersten Mal zum Stadtpräfekten (Bürgermeister) von Paraíso do Tocantins für die Amtszeit vom 1. Februar 1983 bis 30. August 1988 gewählt wurde. Kommunalpolitische Funktionen übernahm er zwischen 1985 und 1988 auch als Präsident des Gemeindeverbandes Associação dos Municípios do Vale do Araguaia e Tocantins (AMVAT) und der Cooperativa dos Produtores Rurais do Vale do Norte (COOPERNORTE).
Durch die Brasilianische Verfassung von 1988 wurde aus dem Staat Goiás der neue Bundesstaat Tocantins herausgelöst und Avelino 1988 zum ersten Mal zum Bundesabgeordneten für Tocantins in die Abgeordnetenkammer in Brasília für die Legislaturperiode von 1989 bis 1991 gewählt. 1990 wurde er mit 175.166 Stimmen zum zweiten Gouverneur von Tocantins in den Gouverneurssitz Palácio Araguaia für die Amtszeit von 1991 bis 1995 gewählt, sein Vorgänger und Nachfolger war Gouverneur Siqueira Campos.
Im Jahr 1998 trat er erneut zur Gouverneurswahl an, unterlag auch hier Siqueira Campos. Im gleichen Jahr wurde sein Sohn aus der Ehe mit Virgínia Avelino, Igor Avelino, zum Bundesabgeordneten gewählt, er selbst wurde erst wieder für die Legislaturperiode von 2007 bis 2011 in die Abgeordnetenkammer des Nationalkongresses gewählt. Bei der Wahl 2010 konnte er sich nicht durchsetzen. Stattdessen trat er wieder in die Kommunalpolitik ein, wurde mit rund 29 % Wählerstimmen zum zweiten Mal Stadtpräfekt von Paraíso de Tocantins ab 2013 und mit 49,01 % der Stimmen für 2017 bis 2020 wiedergewählt.
Avelino ist Ehrenbürger der Städte Brasília, Goiânia und Paraíso de Tocantins sowie des Bundesstaates Piaui.